# Doły Komorowskie
Doły Komorowskie – część miasta Miechów w województwie małopolskim, w powiecie miechowskim, w gminie Miechów.
Rozpościera się w rejonie ulicy Skrajnej na południe od centrum miasta.
Do końca 1991 roku była to część wsi Komorów (57,17 ha), którą włączono do Miechowa.